# Ocean Pointe (Hawái)
Ocean Pointe es un lugar designado por el censo ubicado en el condado de Honolulu en el estado estadounidense de Hawái. En el año 2010 tenía una población de 8.361 habitantes.

## Geografía
Ocean Pointe se encuentra ubicado en las coordenadas 21°18′38″N 158°2′11″O / 21.31056, -158.03639.